# Markus Ferber

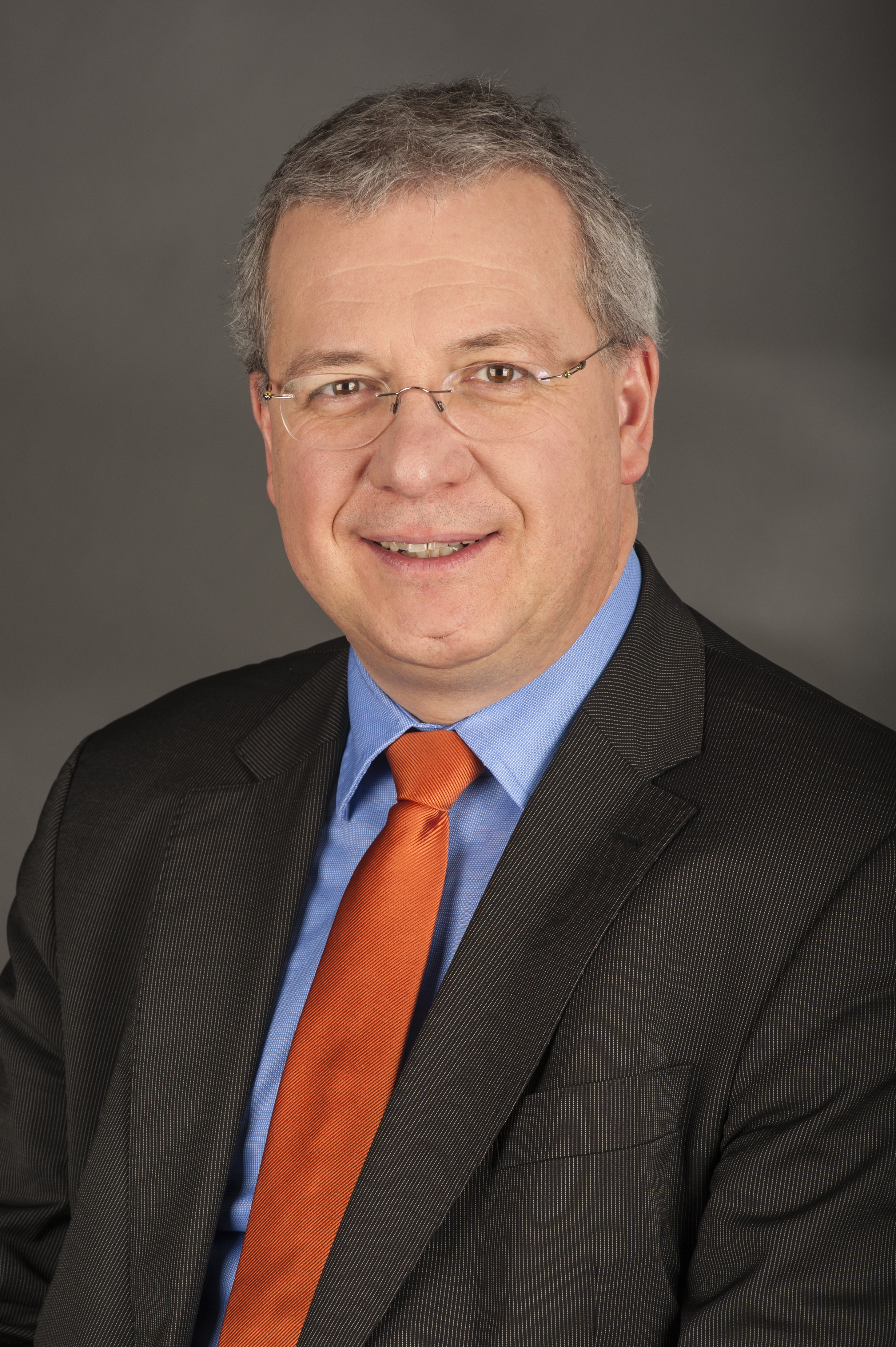
Markus Ferber 2014

Markus Ferber (* 15. Januar 1965 in Augsburg) ist ein deutscher Politiker (CSU). Seit 1994 ist er Abgeordneter des Europäischen Parlaments. Von 1999 bis 2014 war er dort Vorsitzender der CSU-Europagruppe; von 2005 bis 2023 war er Bezirksvorsitzender der CSU in Schwaben. Seit Jahresbeginn 2020 ist Markus Ferber Vorsitzender der Hanns-Seidel-Stiftung.

## Ausbildung und Beruf
Markus Ferber wuchs in Langenneufnach und Bobingen auf. Nach der Grundschule wechselte er an das humanistische Gymnasium bei Sankt Stephan, an dem er 1984 das Abitur ablegte. Den 15-monatigen Grundwehrdienst leistete er in Pinneberg und Klosterlechfeld und nahm im Anschluss 1985 an der TU München ein Studium der Elektrotechnik auf, das er 1990 als Diplom-Ingenieur abschloss. Danach arbeitete er als Entwicklungsingenieur im Bereich Mikroelektronik bei der Siemens AG in München und wechselte zwei Jahre später als Vertriebsingenieur für Export im Bereich Umwelttechnik zum Dosiersystemhersteller Pfister GmbH nach Augsburg, für den er bis zu seiner Wahl in das Europäische Parlament tätig war.

## Politischer Werdegang

### Partei
Ferber trat 1982 in die Junge Union (JU) und 1983 in die CSU ein. In den Jahren 1990 bis 1994 war er Bezirksvorsitzender der JU-Schwaben, seit 1990 gehört er dem Bezirksvorstand der CSU-Schwaben an. Von 1999 bis 2005 leitete Ferber den CSU-Kreisverband Augsburg-Land. 2005 wurde er zum Bezirksvorsitzenden der schwäbischen CSU gewählt. Ferber setzte sich in einer Kampfabstimmung gegen Georg Schmid, den erklärten Favoriten des damaligen Parteivorsitzenden Edmund Stoiber, durch und hatte bis 2023 dieses Amt inne.

### Europaparlament

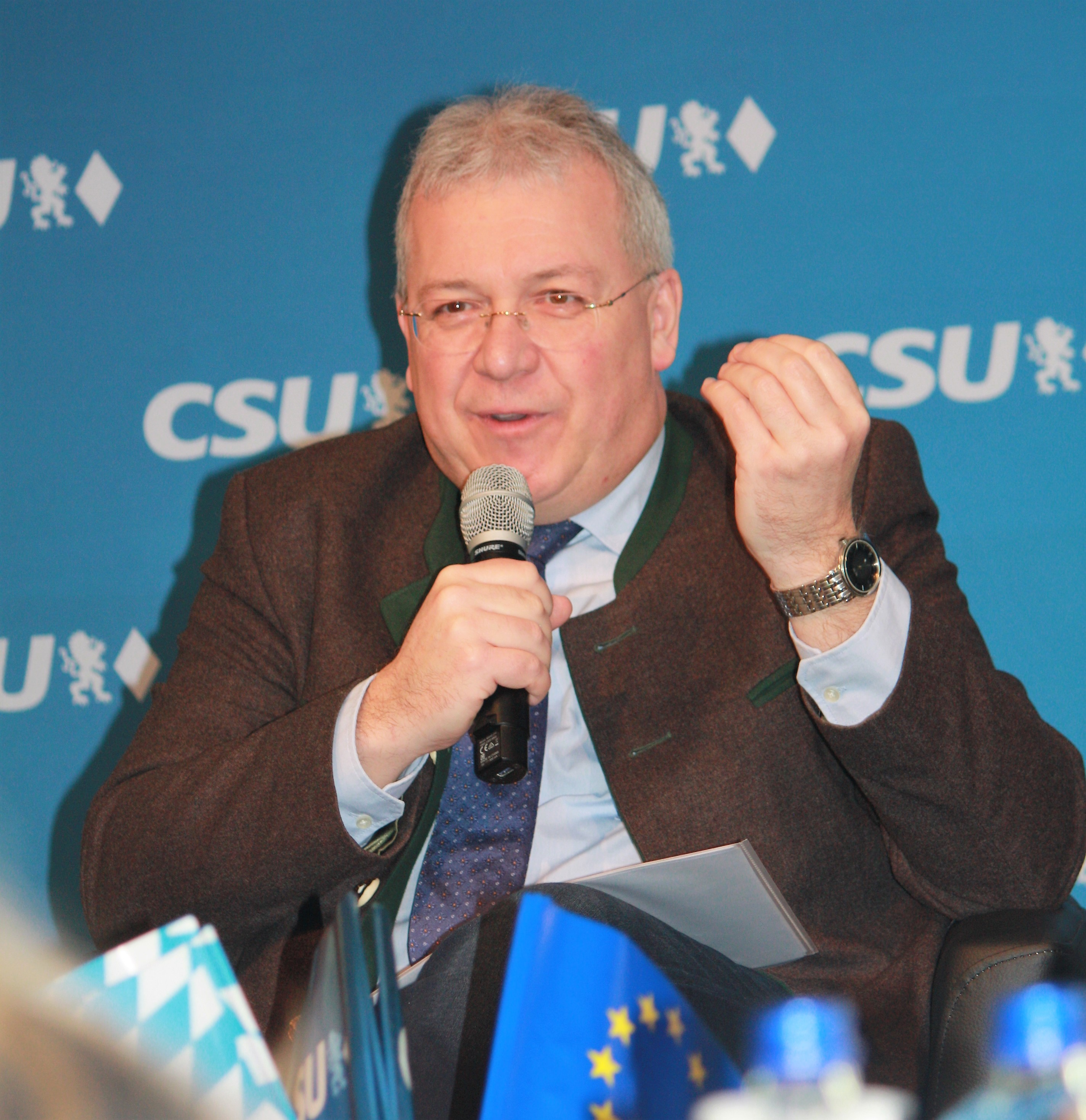
Markus Ferber beim Europakongress des ASP (2019)

Im Alter von 29 Jahren wurde Ferber 1994 ins Europäische Parlament gewählt und gehört dort der EVP-Fraktion an. Von 1994 bis 1999 war er Sprecher der Jungen Gruppe der Fraktion der Europäischen Volkspartei. Nachdem er von 1996 bis 1999 als Parlamentarischer Geschäftsführer der CDU/CSU-Gruppe tätig gewesen war, wurde Ferber 1999 zum Vorsitzenden der CSU-Europagruppe gewählt. Dieses Amt führte er fünfzehn Jahre aus. Für die Europawahl am 7. Juni 2009 wurde Markus Ferber von der CSU zum Spitzenkandidat nominiert. 2014 trat er zum zweiten Mal als Spitzenkandidat seiner Partei an. Insgesamt war dies seine fünfte Kandidatur für das Europäische Parlament.
Ferber war stellvertretender Vorsitzender der Delegation im Gemischten Parlamentarischen Ausschuss EU-Mexiko und in der Delegation in der Parlamentarischen Versammlung Europa-Lateinamerika sowie in der Delegation für die Beziehungen zu Israel als Mitglied aktiv.
Seit 2009 ist Markus Ferber Mitglied im Ausschuss für Wirtschaft und Währung und von 2014 bis 2018 war er erster stellvertretender Vorsitzender des Ausschusses. Seit 2018 ist er Sprecher der EVP-Fraktion im Ausschuss für Wirtschaft und Währung. Außerdem ist Ferber stellvertretendes Mitglied im Ausschuss für Verkehr und Tourismus.
Bei der Europawahl 2024 wurde Ferber auf Listenplatz 5 erneut ins Europäische Parlament gewählt.

### Weiteres politisches Engagement
Von 2000 bis 2021 war Ferber Landesvorsitzender der Europa-Union Bayern und wurde anschließend zum Ehrenvorsitzenden ernannt. Des Weiteren ist er zurzeit Vorstandsmitglied der Parlamentariergruppe der Europa-Union.
Außerdem leitete er mehrere Jahre den „Fachausschuss Europa“ des Arbeitskreises Außen- und Sicherheitspolitik der CSU (ASP).
Ferber war auf Vorschlag der CSU-Fraktion im bayerischen Landtag Mitglied der 17. Bundesversammlung.

### Positionen

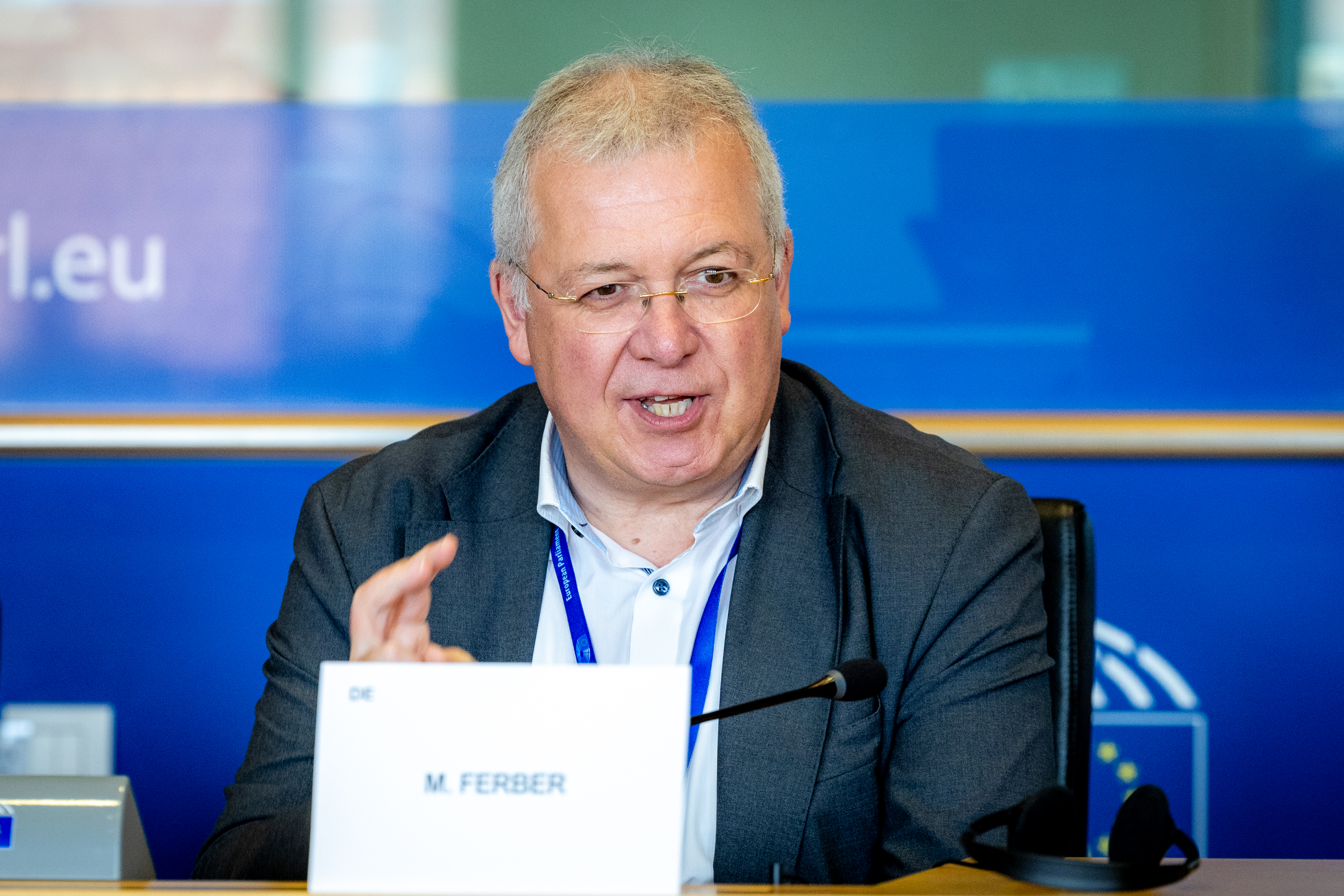
Markus Ferber ist seit 1994 Mitglied des Europäischen Parlaments

Ferber trat dafür ein, dass Ratingagenturen ihre Ratings nach einem einheitlichen und festgelegten System vergeben müssen. Kritik, dass dadurch die Meinungsfreiheit beschnitten würde, bezeichnete Ferber als falsch. „Ratingagenturen müssen auch Verantwortung übernehmen dafür, was sie tun“, forderte er und führte die finanziellen Folgen falscher Ratings für die Steuerzahler an.
2011 verabschiedete das EU-Parlament eine Verordnung zu Leerverkäufen und Kreditausfallversicherungen, um destruktive Spekulationen einzudämmen. Als Schattenberichterstatter der EVP-Fraktion im Europäischen Parlament setzte Ferber in den Verhandlungen gegenüber den Mitgliedsstaaten und der Kommission sehr strenge EU-weite Auflagen für Leerverkäufe und ein Handelsverbot mit ungedeckten Kreditausfallversicherungen (Credit Default Swaps – CDS) durch.

## Kontroversen und Kritik
Die Bürgerbewegung Finanzwende veröffentlichte im Juli 2024 eine Recherche über Ferbers Nähe zu Lobbyorganisationen aus dem Finanzbereich. In dem Bericht wurden häufige Treffen Ferbers mit Lobbyisten, diverse Nebeneinkünfte des Europaabgeordneten und Ferbers Blockade von einer Finanzmarktregulierung mit einem stärkeren Verbraucherschutz kritisiert.

## Auszeichnungen
- 2006 wurde Markus Ferber von der internationalen Fachzeitschrift The Parliament Magazine als „Europaabgeordneter des Jahres“ ausgezeichnet.
- Bundesverdienstkreuz am Bande (12. Oktober 2001)[12]
- 2007 erhielt Markus Ferber für seine Arbeit als Berichterstatter des Europäischen Parlaments für die Postliberalisierung in Europa vom Fachmagazin Deutsche Verkehrszeitung (DVZ) die Auszeichnung als „Verkehrspolitiker des Jahres“.
- 2010 wurde Ferber mit dem Bayerischen Verdienstorden ausgezeichnet.
- 2012 Verleihung der Bayerischen Verfassungsmedaille in Silber[13]
- 2013 Verleihung der Mérite Européen.[14]